# Molossi (popolo)

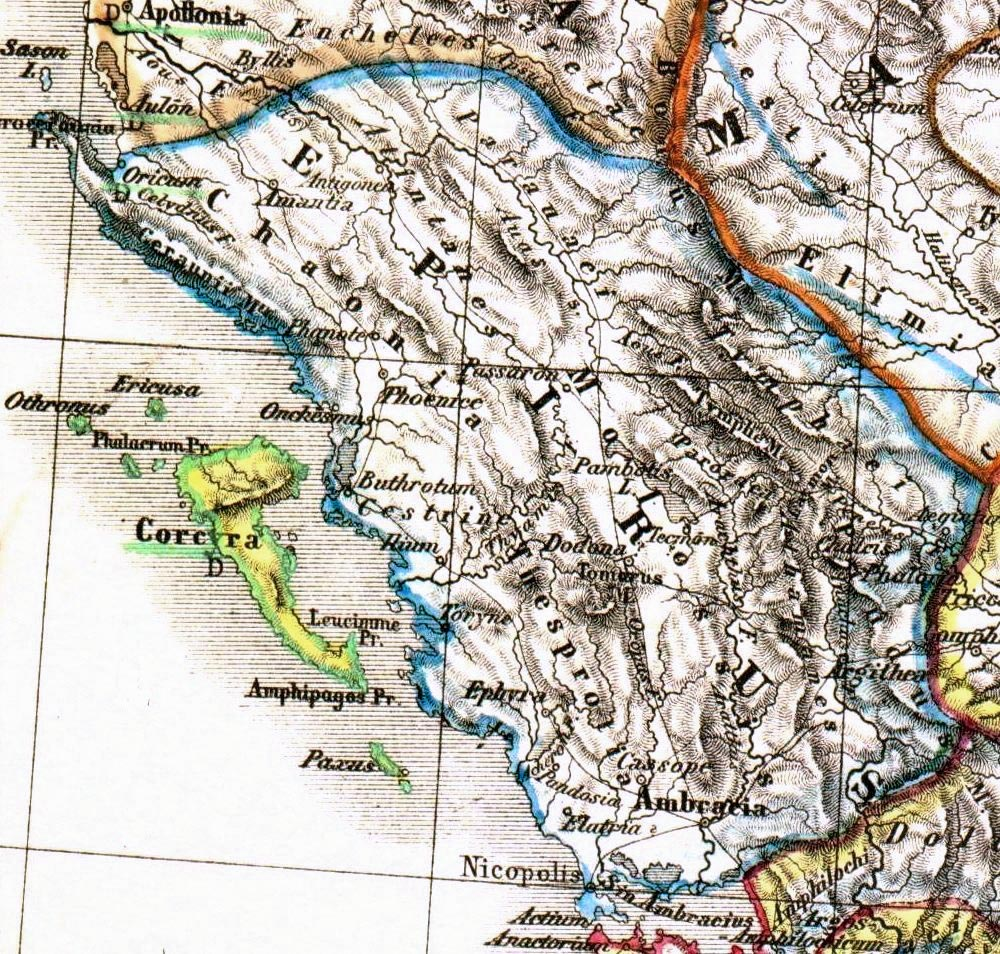
Mappa che illustra i principali insediamenti e le tribù dell'antico Epiro.

I Molossi (in greco antico: Μολοσσοί?, Molossói) erano un'antica tribù epirota che abitava la regione dell'antico Epiro sin dall'età Micenea. Confinavano a nord-est con i Caoni e a sud con il regno dei Tesprozi. I Molossi fecero parte della Lega epirota fino allo scoppio della Terza guerra macedonica, quando si schierarono, insieme ai macedoni, contro i romani (171-168 a.C.). A seguito della sconfitta della Macedonia, i romani schiavizzarono 150 000 abitanti della regione e annetterono tutta la zona (compresa quella dei Molossi) alla Repubblica romana.

## Mitologia

Tribù dell'Epiro nell'antichità.

Dichiaravano di essere discendenti di Molosso, uno dei tre figli di Neottolemo, figlio di Achille, e della moglie di Ettore, Andromaca. Secondo la mitologia greca, in seguito al sacco di Troia, Neottolemo e il suo esercito si insediarono in Epiro unendosi alle popolazioni locali.
Molosso ereditò il regno d'Epiro dopo la morte di Eleno, figlio di Priamo ed Ecuba, che aveva sposato la sua allora cognata Andromaca dopo la morte di Neottolemo. Secondo alcuni storici, il loro primo re fu Fetonte, che entrò in Epiro insieme a Pelasgo. Secondo Plutarco, Deucalione e Pirra, dopo aver introdotto il culto di Zeus a Dodona, si stabilirono tra i Molossi.

## Dinastia dei Molossi
Neottolemo I, della dinastia dei Molossi, fu re dell'Epiro dal 370 a.C. circa al 360 a.C. In seguito alla morte del padre Alceta I, Neottolemo iniziò a regnare insieme al fratello Aribba. Il regno fu dunque diviso tra i due e per circa dieci anni non vi fu alcuna notizia di attriti tra i due che sia giunta fino ai giorni nostri. La morte di Neottolemo I avvenne per avvelenamento.
Neottolemo I fu padre di Alessandro I, detto il Molosso, e di Olimpiade (madre di Alessandro Magno).
Alessandro I, detto il Molosso, fu re d'Epiro (362 a.C. circa - 331 a.C. circa) e zio materno di Alessandro Magno. Si sposò con la sorella di Alessandro Magno, Cleopatra nel 336 a.C. Venuto in Italia nel 335 a.C. per soccorrere la città magno-greca di Taranto, entrò in conflitto con i Lucani, i Bruzi, i Iapigi ed i Sanniti, riuscendo a conquistare con i Tarantini le città di Brentesion, Siponto, Eraclea, Cosentia e Paestum. Fu ucciso in battaglia a Pandosia Bruzia, presso Cosenza nel 330 a.C.
Olimpiade d'Epiro, madre di Alessandro Magno, era una principessa molossa.
Il più importante personaggio molosso fu indubbiamente Pirro, parente di Alessandro.

## Successione
- Neottolemo
- Molosso
- Alcone (sesto secolo a.C.)
- Admeto (470 - 430 a.C.)
- Tarripa
- Alceta I (385 – 370)
- Neottolemo I
- Aribba (361/360-? a.C.)
- Alessandro I (?- 330/329 a.C.)
- Eacide
- Alceta II (313–307 a.C.)
- Pirro (306-300 e 298-272 a.C.)
- Neottolemo II (302-295 ВС)
- Alessandro II (272-255 ВС)
- Olimpiade II
- Pirro II
- Tolomeo (238-231 ВС)
- Pirro III
- Deidamia II (?-231 a.C.)